# Dune: Peščeni planet, 2. del
Dune: Peščeni planet, 2. del (v izvirniku angleško Dune: Part Two) je ameriški epski znanstvenofantastični film v režiji in koprodukciji Denisa Villeneuva, ki je izšel leta 2024 v distribuciji Warner Bros. Pictures. Gre za nadaljevanje prvega filma po romanu Peščeni planet pisatelja Franka Herberta, ki predstavi drugo polovico zgodbe o mladem plemiču Paulu Atreidesu in njegovi družini, ki je potisnjena v spopad s svojimi sovražniki, rodbino Harkonnen, za puščavski planet Arrakis, ki je edini vir dragocene psihoaktivne Začimbe v vesolju. Scenarij sta napisala Villeneuve in Jon Spaihts. V glavnih vlogah so zaigrali Timothée Chalamet, Rebecca Ferguson, Josh Brolin, Stellan Skarsgård, Dave Bautista, Zendaya, Charlotte Rampling in Javier Bardem v reprizi vlog iz prvega filma, na novo pa so v njem nastopili Austin Butler, Florence Pugh, Christopher Walken in Léa Seydoux.
Film bi moral iziti že novembra 2023, a je bil izid preložen zaradi stavke hollywoodskih filmskih ustvarjalcev, zato je bila premiera 6. februarja v Ciudad de Méxicu, na redni spored ameriških kinematografov pa je prišel 1. marca tega leta. Podobno kot predhodnik je bil deležen pozitivnega odziva recenzentov in občinstva, najbolj so pohvalili igro, režijo, podobo in ujemanje s knjižno predlogo. Po prihodku je film presegel prvi del in postal četrti najdonosnejši film leta 2024. Po zaslugi uspeha je začelo nastajati nadaljevanje, posneto po romanu Mesija s peščenega planeta.

## Vsebina
Princesa Irulan, hči imperatorja Šadama IV., v dnevnik zapiše, kako je njen oče uničil rodbino Atreides s pomočjo rodbine Harkonnen. Mladi Paul Atreides in njegova noseča mati Jessica sta napad na puščavskem planetu Arrakis preživela s skrivanjem v puščavi, ki jo nadzorujejo domorodni Fremeni. Lokalni fremenski poglavar Stilgar ju s svojo skupino odpelje v podzemno naselbino (sič) Tabr. Tam so nekateri Fremeni sumničavi do tujcev, ki bi lahko bila vohuna, Stilgar s somišljeniki pa v njih vidi izpolnitev prerokbe, da bosta mati in sin od zunaj na Arrakis prinesla blagostanje.
Fremeni sprejmejo Paula, Jessica pa mora naslediti matrono Tabra, častitljivo mater, tako, da spije »vodo življenja« – nevarno drogo, ki je strupena za moške in neizšolane ženske. S svojim obvladovanjem veščin Bene Gesserit ji uspe pretvoriti tekočino in preživeti, ob tem pa nasledi spomine vseh preteklih častitljivih mater. Vendar pa droga predčasno prebudi um njene nerojene hčere Alie, tako da lahko poslej telepatsko komunicirata. Skupaj se odločita, da se bosta potrudili prepričati bolj sumničave Fremene s severa planeta o resničnosti prerokbe. Paulova fremenska partnerka Chani s prijateljico pravilno posumi, da so izmišljeno prerokbo razširile pripadnice reda Bene Gesserit z namenom manipulirati Fremene v zaščito svojih pripadnic, toda Paul si vseeno prisluži njeno spoštovanje z obljubo, da se bo boril ob Fremenih in da jim nima namena vladati.
Paul se vključuje v fremensko kulturo z učenjem jezika, borbo, jezdenjem peščenega črva in napadanjem harkonnenskih operacij za pridobivanje Začimbe ter prevzame fremenski imeni »Usul« in »Muad'Dib«. S Chani se zaljubita. Medtem baron Vladimir Harkonnen zaradi težav pri pridobivanju Začimbe na položaju vladarja Arrakisa nadomesti nečaka Rabbana z mlajšim nečakom, premetenim in sadističnim Feyd-Rautho. Pripadnica Bene Gesseritk, gospa Margot Fenring, je poslana, da preskusi njegov potencial za skrivni program križanja z namenom stvaritve nadčloveka, t. i. Kwisatza Haderacha, in pridobi njegovo seme.
Jessica odpotuje na jug k fremenskim fundamentalistom, ki najbolj goreče verujejo v prerokbo, Paul pa ostane na severu, saj se boji izpolnitve svojih vizij apokaliptične svete vojne, do katere bo prišlo, če bo šel na jug kot mesija. Med napadom na žetveni stroj tihotapcev Začimbe odkrije očetovega orožarskega mojstra Gurneya Hallecka, ki je prav tako preživel. Halleck ga odpelje do skrivne družinske zaloge jedrskega orožja. Kmalu po tistem Feyd-Rautha ukaže močan napad na severne Fremene, v katerem je uničen sič Tabr, zaradi česar je Paul z ostalimi preživelimi prisiljen oditi na jug. Ob prihodu spije vodo življenja in pade v komo. Jessica prepriča Chani, da mu da nov odmerek, pomešan z njenimi solzami, po katerem se Paul prebudi, pod vplivom snovi zdaj jasnoviden v prostoru in času. V viziji se mu prikaže zdaj odrasla Alia na Arrakisu, prekritem z vodo. Iz vseh možnih prihodnosti izlušči edino pot do zmage, spozna pa tudi, da je Jessica hči barona Vladimirja Harkonnena.
Paul se sestane s fremenskim vojaškim svetom in pridobi množico na svojo stran s sposobnostjo branja njihovih najglobljih misli. Razglasi se za mesijo – Lisana al Gaiba – in izzove Šadama. Ta prispe na Arrakis z Irulan in svojimi elitnimi vojščaki Sardaukarji. Med njegovim sestankom s Harkonneni napadejo Fremeni, ki z jedrskim orožjem in peščenimi črvi premagajo Sardaukarje. Paul usmrti barona in zajame Šadama s spremstvom. Medtem Halleck napade glavno mesto Arrakeen, med napadom ujame in ubije Rabbana.
Paul nato izzove Šadama za prestol in, na grozo Chani, zahteva roko njegove hčere Irulan. Prispejo tudi predstavniki drugih velikih plemiških rodbin, ki jih je bil prej pozval Šadam, in se pripravijo na invazijo, toda Paul jim zagrozi z uničenjem polj Začimbe, če bi se vmešali. Feyd-Rautha se javi za Šadamovega bojevnika in Paul ga v dvoboju ubije. Po tistem Irulan pristane na poroko s Paulom, pod pogojem, da pusti njenega očeta živeti. Šadam se preda, vendar ostali plemiči ne priznajo Paulove vladavine, zato ta ukaže Fremenom, naj napadejo floto v orbiti. Stilgar vodi fremenski napad z zajetimi sardaukarskimi ladjami, medtem pa Jessica in Alia razglabljata o začetku Paulove svete vojne. Chani se mu noče prikloniti in sama odide na peščenem črvu v puščavo.

## Igralska zasedba
- Timothée Chalamet kot Paul Atreides, izobčeni vojvoda rodbine Atreides, ki se pridruži ljudstvu Fremenov, da bi strmoglavil tiransko vladavino rodbine Harkonnen
- Zendaya kot Chani, mlada in uporniška fremenska bojevnica, Paulova simpatija[5]
- Rebecca Ferguson kot gospa Jessica, pripadnica reda Bene Gesserit, Paulova mati in konkubina Paulovega pokojnega očeta Leta Atreidesa.
- Josh Brolin kot Gurney Halleck, nekdanji vojaški poveljnik pri rodbini Atreides, Paulov mentor in prijatelj
- Austin Butler kot Feyd-Rautha, najmlajši nečak in dedič barona Vladimirja Harkonnena
- Florence Pugh kot princesa Irulan, najstarejša imperatorjeva hči in dedinja
- Dave Bautista kot Rabban, nečak barona Vladimirja Harkonnena, Feyd-Rauthin brat
- Christopher Walken kot imperator Šadam IV., padišah imerator znanega vesolja in glava rodbine Corrino
- Léa Seydoux kot gospa Margot Fenring, pripadnica reda Bene Gesserit, imperatorjeva zaupnica
- Souheila Yacoub kot Shishakli, fremenska bojevnica in Chaniina prijateljica
- Stellan Skarsgård kot baron Vladimir Harkonnen, glava rodbine Harkonnen, Feyd-Rauthin in Rabbanov stric
- Charlotte Rampling kot častitljiva mati Mohiam, vodja reda Bene Gesserit
- Javier Bardem kot Stilgar, vodja fremenskega plemena v siču Tabr

Anya Taylor-Joy ima nepodpisano vlogo Alie Atreides, Paulove še nerojene sestre, ki se pojavi v njegovih vizijah in komunicira z Jessico iz njene maternice. Svoji vlogi iz prvega filma sta ponovila Babs Olusanmokun kot Jamis in Roger Yuan kot poročnik Lanville. Stephen McKinley Henderson je posnel prizore, v katerih je znova zaigral kot Letov pomočnik Thufir Hawat, Tim Blake Nelson pa kot nerazkrit lik, vendar njuni prizori niso bili vključeni v končno različico filma, le posebno zahvalo Villeneuva v zaključni špici sta prejela.

## Produkcija

### Razvoj
Produkcijsko podjetje Legendary Picture je konec leta 2016 pridobilo pravice za filmsko in televizijsko adaptacijo znanstvenofantastične franšize Peščeni planet na čelu z istoimenskim romanom Franka Herberta in za režiserja izbralo Denisa Villeneuva, ki mu je bila adaptacija tega dela dolgoletna želja. Februarja 2018 je prišla v javnost informacija, da bo zaradi kompleksnosti knjižne predloge ustvaril priredbo v dveh delih in prepričal tudi Warner Bros. Pictures za podoben pristop kot so ga že uporabili za priredbo Kingovega romana Tisto.
Warner Bros. je režiserju zagotovil projekt drugega dela pod pogojem, da bo prvi del finančno uspešen, kar je bil en od razlogov za režiserjevo negodovanje ob novici, da bo prvi del hkrati s premiero v kinematografih izšel tudi na spletni pretočni storitvi HBO Max – to bi lahko škodovalo prihodku in vodilo do ukinitve projekta. Že nekaj dni po izidu je na podlagi rezultatov podjetje Legendary uradno odobrilo nadaljevanje, predprodukcijo pa je Villeneuve zagnal že takoj po končanju prvega dela. V pogajanjih z distributerjem je tokrat skladno s svojo vizijo zahteval 45-dnevno obdobje po premieri, ko bo film na voljo ekskluzivno v kinematografih.
Dune: Peščeni planet, 2. del so producirali Villeneuve, Mary Parent in Cale Boyter, kot izvršni producenti pa so delovali Tanya Lapointe, Brian Herbert, Byron Merritt, Kim Herbert, Thomas Tull, Jon Spaihts, Richard P. Rubinstein, John Harrison in Herbert W. Gain. Kevin J. Anderson je bil kreativni svetovalec.
Tudi scenarij je v sodelovanju s koscenaristom Ericom Rothom začel pisati že pred potrditvijo. Drugi del si je zamislil kot neposredno nadaljevanje prvega, a tokrat z več akcije kot v prvem delu, ki je bil bolj »kontemplativen«. Posebej se je osredotočil na Herbertov namen prikazati Paula kot antijunaka, ki postaja zlobnež, z ozirom na dolgoročne načrte posneti še nadaljevanje po romanu Mesija s peščenega planeta. V ta namen je nekoliko spremenil upodobitev Chani, s prehodom na njeno perspektivo naj bi na koncu gledalec dokončno razumel Paulovo oblastiželjnost, medtem ko je bila v romanu potisnjena v ozadje.
Za pomembnejše nove like sta se igralski zasedbi prvega dela spomladi 2022 pridružila Florence Pugh za vlogo princese Irulan in Austin Butler kot Feyd-Rautha, kmalu po tistem pa še Christopher Walken za vlogo Šadama IV.

### Snemanje
Prve posnetke so ustvarili med 4. in 5. julijem 2022 v Brionovi grobnici v kraju Altivole blizu Trevisa (Italija), glavna fotografija pa se je pričela dva tedna kasneje v madžarski Budimpešti. Za nadaljevanje so uporabili povsem druge lokacije in scene kot za prvi del, da bi se izognili ponavljanju. Film je bil v celoti posnet z digitalnimi kamerami Arri Alexa LF. Produkcijski ekipi je uspelo uporabiti delni sončev mrk 25. oktobra 2022 za posnetke spopada med harkonnensko in fremensko vojsko.
Novembra 2022 se je produkcija preselila v Abu Dabi, ena skupina pa je odšla v Namibijo za snemanje prizorov s Taylor-Joy v še bolj sušnem okolju. Njeno sodelovanje v filmu je Villeneuve uspešno prikrival do zadnjega kot presenečenje in eksperiment ali je možno kaj takega skriti pred čenčami Hollywooda. Snemanje je bilo končano 12. decembra 2022. Trajalo je dlje od načrtov, dodaten vmesni čas je Villeneuve porabil, da je poskrbel za predelavo posnetkov za konvencionalne in IMAX 70-mm projektorje.

### Glasba
Hans Zimmer je ustvaril orkestralno glasbeno podlago, tako kot že za prvi del. Že preden je bilo nadaljevanje napovedano, je zložil za 90 minut glasbe, da bi na ta način pomagal navdihniti režiserja. Dve skladbi je 15. februarja 2024 izdala založba WaterTower Music kot singla, naslovljena »A Time of Quiet Between the Storms« in »Harvester Attack«, poln album pa je izšel 23. februarja.

## Izid

### Oglaševanje pred izidom
Uradna promocija se je začela 27. aprila 2023 z dražilnikom (teaser), predvajanim na konvenciji lastnikov kinematografov. 2. maja je distributer na spletu objavil slike likov in prvi plakat, dan kasneje pa še poln napovednik. 29. junija mu je sledil drugi.
Promocijo so dopolnjevali igralci, ki so razpravljali o filmu na različnih konvencijah. Poleg tega je distributer podelil licence založnikom videoiger Microsoft Flight Simulator in Call of Duty, ki sta izdelala tematske razširitve za svoje igre. Nepričakovan viralni hit je postalo tematsko vedro za kokice s pokrovom v podobi peščenega črva, ki ga je pred premiero pripravila veriga kinematografov AMC Theatres in je številne spletne uporabnike spomnilo na umetno vagino, kar je med drugim navdihnilo tudi glasbeni skeč v pogovorni oddaji Saturday Night Live.

### Izid v kinematografih
Dune: Peščeni planet, 2. del naj bi po prvotnih načrtih izšel 20. oktobra 2023, a je bil zaradi usklajevanja z izdajami drugih studiev izid zamaknjen do 3. novembra, nato pa je izbruhnila stavka sindikata hollywoodskih kreativnih delavcev SAG-AFTRA, kar je zamaknilo izid do marca naslednje leto.
Svetovna premiera je bila v kinu Auditorio Nacional v Ciudad de Méxicu 6. februarja 2024 in še ena v londonskem Odeon Luxe Leicester Square 15. februarja.
Distributer je nekaj ustrezno opremljenim kinooperaterjem po svetu poslal kopije filma v 70-mm formatu IMAX, ki velja za »prestižnega«, s čimer so hoteli ponoviti uspeh te poteze pri filmu Oppenheimer.

### Domači kino
Maja 2024 je film izšel na nosilcih Blu-ray, DVD in Ultra HD Blu-ray ter kmalu po tistem še na pretočni storitvi HBO Max.

## Odziv
S predvajanjem v kinematografih je Dune: Peščeni planet, 2. del prinesel 282,1 milijona USD prihodkov v ZDA in Kanadi ter 430,3 milijona drugje, skupno 712,4 milijona USD. Po eni od ocen bi že s 500 milijoni povrnil stroške.
Po predprodaji vstopnic v ZDA in Kanadi je presegel rezultat filma Oppenheimer (2023), po takratni projekciji bi s predvajanjem v 4050 kinematografih v otvoritvenem vikendu prinesel 65–80 milijonov USD. Prihodek je na prvi dan predvajanja dosegel 32,2 milijona USD, kar vključuje 12 milijonov od predpremier 25. in 29. februarja, rezultat otvoritvenega vikenda pa je bil na koncu 82,5 milijona, približno dvakrat toliko kot prvi del. V drugem vikendu je prihodek padel za 44 %, na 46,2 milijona, s čimer se je uvrstil na drugo mesto po prihodku tistega vikenda, za novoizdanim Kung Fu Panda 4. V samo sedmih dneh je tako presegel celoten izkupiček prvega filma v domovini (108 milijonov). V tretjem vikendu je prinesel še 28,5 milijona USD prihodkov in 17,6 milijona v četrtem.
Na tujih tržiščih je v prvih treh dneh prinesel dodatnih 100 milijonov USD prihodkov, v drugem vikendu pa še dodatnih 81, kar vključuje 20 milijonov od otvoritvenega vikenda na Kitajskem. Tudi kasneje je dosegal dobre rezultate, s 51,2 milijona USD prihodkov v tretjem in 30,7 milijona v četrtem vikendu predvajanja. Slovenske predpremiere si je skupaj ogledalo 2200 gledalcev.

### Ocene
Večina filmskih kritikov ga je sprejela z močnim odobravanjem, predvsem na račun igre in vizualnih učinkov. Nekateri so ga označili za najboljši znanstvenofantastični film vseh časov. Po spletišču Rotten Tomatoes, ki zbira in povpreči recenzije, ima 92 % pozitivnih ocen s povprečno oceno 8,3 od 10, po sorodnem spletišču Metacritic, ki uporablja uteženo povprečje, pa ima oceno 79 od 100. Obiskovalci ameriških kinodvoran so mu v anketi podjetja CinemaScore dali oceno A na lestvici od A+ do F (prvi film je dobil A-), v anketi PostTrak pa 94 % pozitivnih ocen.
Film sta med drugimi pohvalila režiserja Steven Spielberg in James Cameron. Bolj kritični recenzenti so menili, da mu ne uspe zadovoljivo predstaviti pomembnih motivov imperializma in antikolonializma iz romana. Podobno kot prvi del je bil deležen tudi kritik zaradi preskromne zastopanosti kulturnih motivov iz Arabskega sveta, kljub temu, da imajo ti v romanu osrednjo vlogo. To vključuje odsotnost arabskih igralcev, z opaznejšo izjemo švicarsko-tunizijske igralke Souheile Yacoub.